# Teatro Nacional de São Carlos
Het Teatro Nacional de São Carlos is een operagebouw in het historische centrum van Lissabon, Portugal. Op 30 juni 1793 werd het officieel geopend door koningin  Maria I als vervanging van het Ópera do Tejo, dat werd verwoest tijdens de  aardbeving van 1755 in Lissabon. Het theater bevindt zich in de wijk Chiado.

## Geschiedenis
In 1792 kreeg de Portugese architect José da Costa e Silva de opdracht voor het nieuwe operagebouw. In slechts zes maanden na het tekenen werd het complete theater gebouwd, met voornamelijk neoklassieke en rococo-elementen. Het project werd geïnspireerd door grote Italiaanse theaters, zoals het Teatro San Carlo in Napels en het Teatro alla Scala in Milaan. In het begin van de 19e eeuw moest de koninklijke familie vluchten naar de destijds Portugese kolonie Brazilië, vanwege de inval van Napoleontische troepen in Portugal. In Rio de Janeiro werd een theater gebouwd naar het voorbeeld van São Carlos. 
Het theater werd opgericht ter ere van de Spaanse prinses Charlotte Joachime van Bourbon, die in 1785 was getrouwd met de toekomstige koning, Johan VI. De eerste opera die in het gebouw werd gepresenteerd was La Ballerina Amante, van de Italiaanse componist Domenico Cimarosa. De meest bekende Portugese componist van die tijd, Marcos Portugal, werd na zijn terugkeer uit Italië in 1800 de vaste componist van het São Carlos, waar veel van zijn opera's werden opgevoerd.
Tijdens de Portugese burgeroorlog, die van 1828 tot 1834 werd uitgevochten tussen koningen Michaël I (Portugees: Miguel) en Peter I (Portugees: Pedro), werd het theater gesloten. Tussen 1835 en 1840 werd het theater wederom gesloten, ditmaal voor reparaties. 
In 1996 werd het gebouw geclassificeerd als nationaal monument.